# Короваиха
Короваиха — упразднённая деревня в Усть-Кубинском районе Вологодской области.
Входила в состав Богородского сельского поселения (с 1 января 2006 года по 9 апреля 2009 года входила в Верхнераменское сельское поселение), с точки зрения административно-территориального деления — в Верхнераменский сельсовет.
Расстояние до районного центра Устья по автодороге — 68,5 км.
По данным переписи в 2002 году постоянного населения не было.
Упразднена 27.11.2020.